# Stazione di Waterford
La stazione di Plunkett è una stazione ferroviaria che fornisce servizio a Waterford, contea di Waterford, Irlanda. Attualmente la linea che vi passa è la Dublino-Waterford. La stazione è dotata di quattro binari, a differenza della linea che ne possiede uno solo. La stazione fu aperta il 26 agosto 1864 e ribattezzata Plunkett il 10 aprile 1966, per commemorare Joseph Plunkett, un patriota leader della Rivolta di Pasqua e giustiziato nel 1916, dopo la soppressione della rivolta stessa. 
La linea per Rosslare, operante fino al 18 settembre 2010, fu chiusa per essere sostituita dalla linea 370 della Bus Éireann. A onor del vero va sottolineato come la fermata per il bus non si trovi vicino alla stazione ma a molti minuti di cammino.  

## Servizi ferroviari
- Intercity Dublino–Waterford
- Intercity Limerick-Rosslare

## Servizi
- Servizi igienici
- Capolinea autolinee (Bus Station, otto minuti a piedi)
- Biglietteria a sportello
- Biglietteria self-service
- Distribuzione automatica cibi e bevande

## Galleria d'immagini

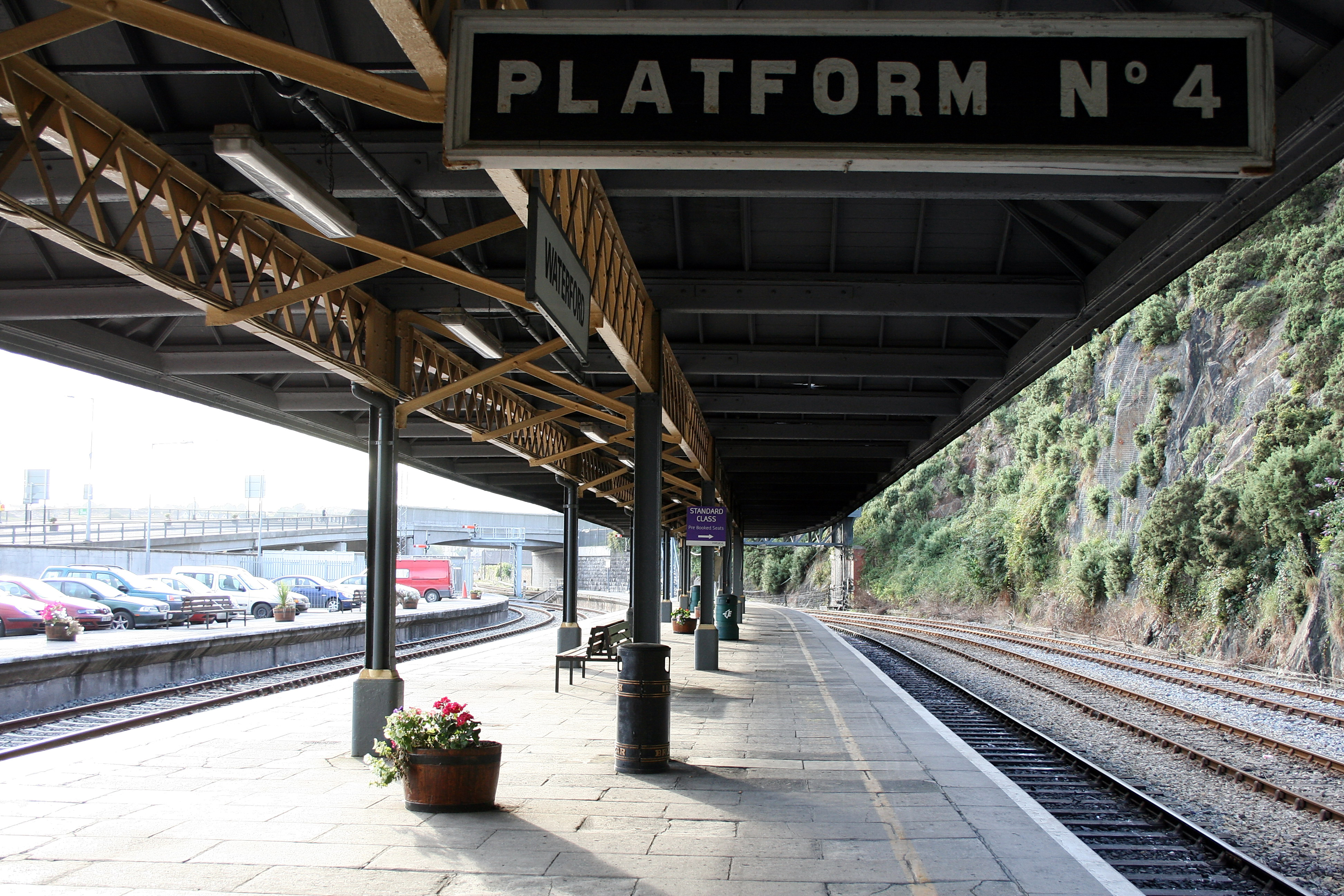
Vista verso Ovest
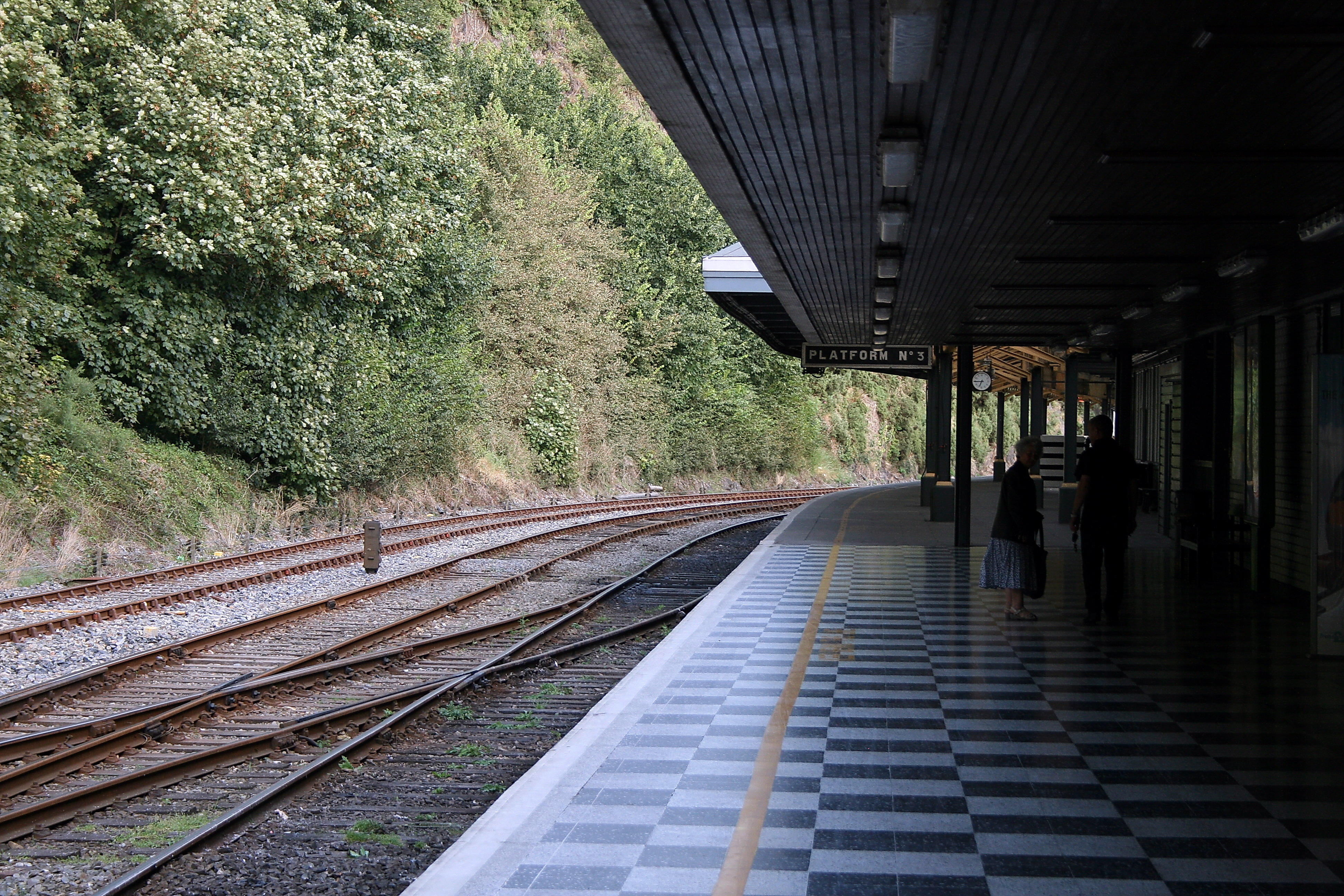
Vista verso Est
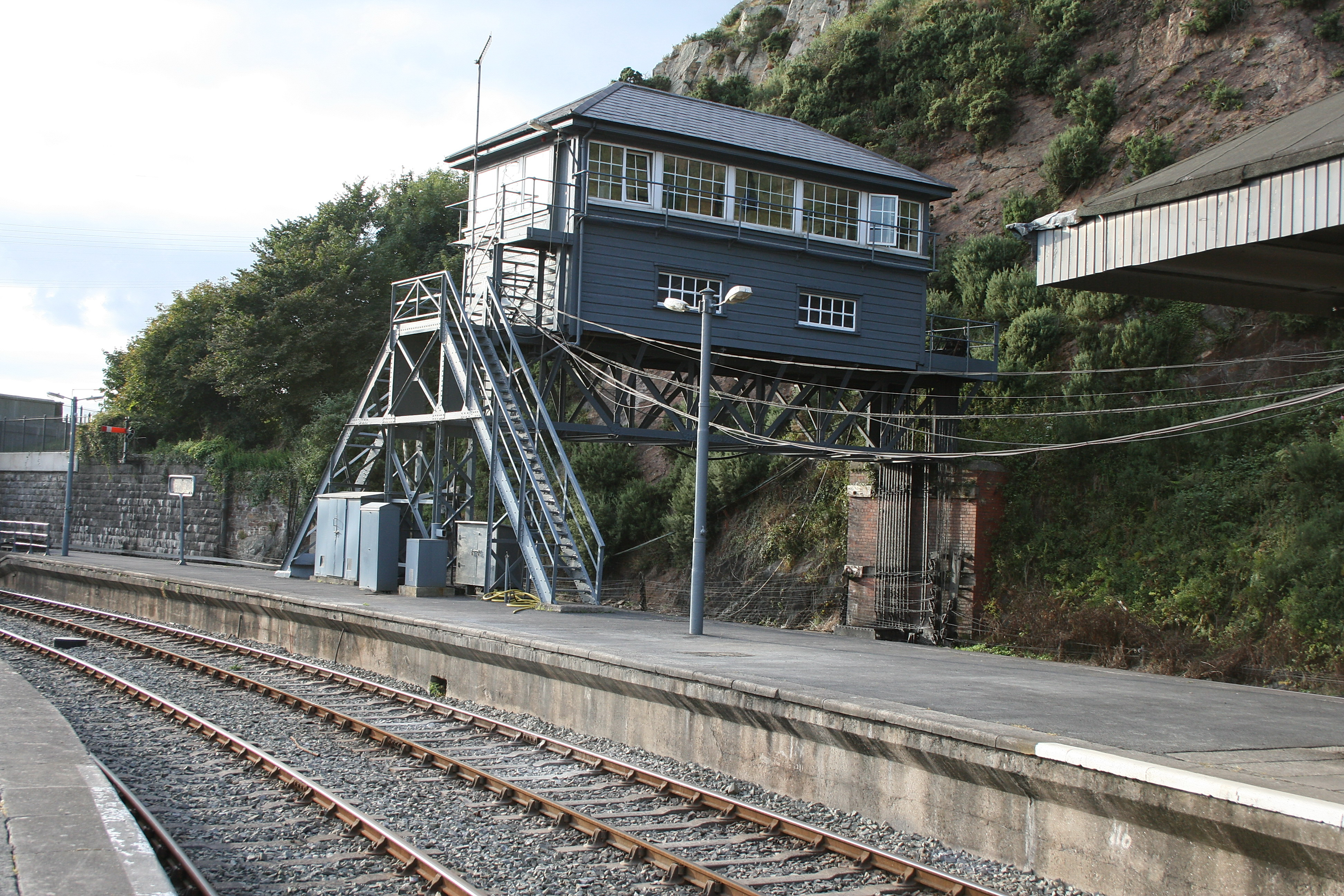
Cabina di controllo